# Camilla Dreef
Camilla Dreef (Amstelveen, 21 november 1989) is bioloog, onderzoekster, vogelaar, tv-presentatrice, schrijfster en ambassadeur voor Vogelbescherming Nederland.

## Studie
Camilla presenteert zichzelf als een "natuurmeisje". Vroeger was ze al graag met natuur bezig, bijvoorbeeld in de vorm van werkstukken over natuuronderwerpen zoals kolibries of door te vissen en te wandelen op gezinsvakanties. Thuis werd dit gestimuleerd, vuile kleren waren geen probleem. Haar studie heeft ze gedaan aan de Universiteit van Amsterdam: een bachelor Bèta-gamma met major biologie, gevolgd door een master ecologie en evolutie. Tijdens haar studie heeft ze met GPS onderzoek gedaan naar kleine mantelmeeuwen en lepelaars en heeft ze stage gelopen bij de Vogelbescherming.

## Televisie
Ze is ook te zien op televisie en internet, vooral in het tv-programma BinnensteBuiten en op haar vlog over het Haringvliet. In 2015 was Camilla bovendien te zien in het tv-programma In de Ban van de Condor (EO), als een van de vogelaars die advies gaf aan de Bekende Nederlanders die aan het programma meededen. In het programma was ze een opvallende verschijning. De BN-deelnemers spraken meerdere keren vooroordelen uit die bestaan over vogelaars. Zo zei acteur Mike Weerts bijvoorbeeld dat hij dan vooral denkt aan “iemand in een kakibroek, met zakken aan de zijkant, en een vissershoedje of zo, die dan (…) in de bosjes ligt te speuren, net zo lang tot er een vogel voorbijkomt. Camilla zelf sprak uit dat zij vogels kijken mooi vindt en iets wat haar aantrekt en naar het hier en nu brengt. Ze noemde zichzelf tijdens het programma echter nog een “babyvogelaar”. In het programma ontmoette ze ook haar vriend: Arjan Dwarshuis, die het wereldrecord van meeste vogels kijken in één jaar heeft verbroken.
In 2022 speelde Dreef de rol van een de discipelen in The Passion 2022.

## Boek
In 2018 is Dreefs eerste boek verschenen: Kwie kwie kwie kwie kwie. Een boek vol vogelverhalen, bij uitgeverij Nieuwezijds te Amsterdam. Liset Celie heeft het geïllustreerd. Het boek is eigenlijk op kinderen gericht, maar ook volwassenen lezen het graag. In het boek combineert Camilla vogelweetjes met haar eigen vogelverhalen. "Kinderboeken met vogelweetjes bestaan namelijk al," zo zegt ze in een interview, "maar die zijn vaak saai en weinig avontuurlijk." Daar wilde ze verandering in brengen. De titel van het boek slaat op het geluid dat een zwarte specht maakt.

## Vogelbescherming Nederland
Dreef is ambassadeur van Vogelbescherming Nederland. Hiernaast geeft ze lezingen, organiseert ze excursies en heeft ze samen met mede-ambassadeur Nico de Haan twee online vogelcursussen samengesteld. Camilla's lievelingsvogel is de lepelaar.
- International Standard Name Identifier: 0000 0004 6481 8354
- Nederlandse Thesaurus van Auteursnamen: 417621434
- Virtual International Authority File: 40152820129700681762
- WorldCat: E39PBJvXp4PF4bpjVqPqxck7HC